# Lavamünd
Lavamünd (słoweń. Labot) – gmina targowa w Austrii, w kraju związkowym Karyntia, w powiecie Wolfsberg. Liczy 3011 mieszkańców (1 stycznia 2015).